# Eupithecia extralineata
Eupithecia extralineata là một loài bướm đêm trong họ Geometridae.